# Enganyapastors d'ales romes
Lenganyapastors d'ales romes (Eleothreptus anomalus) és una espècie d'ocell caprimulgiforme de la família Caprimulgidae que habita pantans del Paraguai, sud-est del Brasil, Uruguai i nord-est de l'Argentina.